# Esponde (satélite)
Esponde (grego: Σπονδή) ou Jupiter XXXVI  é um satélite natural de Júpiter. Foi descoberto por um time de astrônomos da Universidade do Havaí liderados por Scott S. Sheppard em 2001, e recebeu a designação temporária de S/2001 J 5.
Esponde tem aproximadamente 2 Km de diâmetro, e orbita Júpiter a uma média de 24,253 Mm em 771.604 dias, a uma inclinação de 154° em relação à eclíptica (156° em relação ao equador de Júpiter), num movimento retrógrado irregular e com uma excentricidade orbital de 0,443.
Foi nomeado em agosto de 2003 em homenagem a uma das Horae (Horas), que presidia a sétima hora (libações derramadas após o almoço). As Horas, deusas do hora e também das estações, eram filhas de Zeus (Júpiter) e Têmis.
Pertence ao grupo Pasife, cujas luas irregulares e retrógradas orbitam Júpiter a distâncias que variam entre 22.8 e 24.1 Gm, com inclinações variando de 144.5° e 158.3°